# Соната № 8 для фортепиано (Прокофьев)
Соната № 8 для фортепиано си-бемоль мажор, oр. 84 — восьмая фортепианная соната композитора Сергея Сергеевича Прокофьева созданная в 1939—1944 годах .

## История создания
Первые темы Восьмой сонаты С. С. Прокофьев записал летом 1939 года в Кисловодске. Сочинение посвящено Мире Мендельсон, с которой в то время отношения композитора стали более близкими.
Годы Великой Отечественной войны Прокофьев провёл в эвакуации, а летом 1944 года отдыхал с другими композиторами в Доме творчества Союза композиторов недалеко от города Иваново в деревне Афанасово на берегу реки Харинки. Работа над Восьмой сонатой была закончена в соседней деревне. На последнем листе рукописи композитор записал длительность произведения — 28 минут — и дату его окончания: «Иваново-Сортиров[очное]. Птицесовхоз. 29 июня 1944».
Данное сочинение входит в созданную накануне и в годы войны так называемую триаду сонат, включающую Шестую, Седьмую и Восьмую фортепианные сонаты. Все три сонаты были начаты в 1939 году и сперва создавались одновременно. Фрагмент первой части и вторую часть незаконченной ещё Восьмой сонаты С. С. Прокофьев играл на своём дне рождения 23 апреля 1944 года Н. Я. Мясковскому, С. И. Шлифштейну, Л. Т. Атовмяну и М. А. Мендельсон. 9 июля 1944 года в соседней с Афанасофо деревне на первом исполнении для узкого круга присутствовали Рейнгольд Глиэр, Дмитрий Кабалевский, Нина Макарова и Мира Мендельсон. 25 июля Прокофьев повторно играл новое сочинение Араму Хачатуряну, Дмитрию Шостаковичу, Дмитрию Кабалевскому и Нине Макаровой.
Соната № 8 Прокофьева представляет собой значительный контраст по сравнению со своей предшественницей — сонатой № 7 (op. 83), несмотря на то, что повторяет её тональность си-бемоль мажор. В Восьмой сонате, как и в Пятой симфонии, был использован материал из музыки Прокофьева к не вышедшему на экраны кинофильму «Пиковая дама» режиссёра М. И. Ромма.

## Части
- I. Andante dolce
- II. Andante sognando
- III. Vivace

## Описание
Предложенная слушателю с самого начала нежная мелодия повторяется в различных вариациях и получает своё наивысшее развитие перед Allegro moderato. Оно заканчивается возвращением к открывающемуся Andante dolce и претерпевшей изменение ткани Allegro.
Вторая часть, Andante sognando, проводится в ре-бемоль мажоре и характеризуется чрезвычайно органичными тональными смещениями.
Будучи нежно-лирической в своем общем настроении, соната сопровождается финальным Vivace в качестве ритмического контраста. Тональность ре-бемоль вновь появляется в Allegro ben marcato, исполненном движения значительной ритмической силы. Обогащенная тональным и тематическим разнообразием и развитием Соната к финалу возвращается к исходному си-бемоль.

## Исполнения
- 1944 — 6 октября в исполнении автора в Союзе советских композиторов в Москве. Это было последнее публичное выступление композитора-пианиста, на котором он дважды представил свою новую Восьмую сонату[7]
- 1944 — 29 декабря впервые в концертном исполнении Эмиля Гилельса в Большом зале Московской консерватории
- 1945 — Владимир Горовиц впервые в США

Будучи первым исполнителем, Эмиль Гилельс неоднократно исполнял её по всему миру, оставив после себя как студийные, так и концертные записи. Яков Флиер писал: «Невозможно забыть, как звучит у пианиста одна из самых гениальных и глубочайших прокофьевских „глыб“ — Восьмая соната. Вот одно из типичных режиссёрско-исполнительских созданий музыкального исполина Эмиля Гилельса!».
Святослав Рихтер включил Восьмую сонату в свою программу и его выступлению на Всесоюзном конкурсе пианистов было присуждено первое место, а в 1962 году сделал одну из лучших студийных записей этого сочинения Прокофьева. В разные годы сонату играли такие известные пианисты, как Андрей Гаврилов, Владимир Ашкенази, Григорий Соколов, Алексей Султанов, Лазарь Берман, Евгений Кисин, Денис Мацуев и другие.

## Оценки
«…осенью 1944 года Прокофьев передал Гилельсу рукопись Восьмой сонаты — самой сложной и значительней из всех, им созданных. Гилельс быстро выучил её и через два месяца, 30 декабря, накануне победного 1945 года, блистательно исполнил в своем концерте в Большом зале консерватории».
Часто цитируется оценка произведения, высказанная Святославом Рихтером: «Из прокофьевских сонат она самая богатая. В ней сложная внутренняя жизнь с глубокими противопоставлениями. Временами она как бы цепенеет, прислушиваясь к неумолимому ходу времени. Соната несколько тяжела для восприятия, но тяжела от богатства — как дерево, отягченное плодами. Наряду с Четвёртой и Девятой она остается любимым моим сочинением. Гилельс великолепно играл её в Большом зале в своем сольном концерте».

## Награды и звания
- 1946 — 26 января С. С. Прокофьев был награждён Сталинской премией первой степени за Пятую симфонию и Восьмую сонату для фортепиано в номинации за крупные инструментальные произведения 1943—1944 годов и был удостоен звания лауреата.